# Arshile Gorky
Vostanik Manoog Adoyan, más conocido como Arshile Gorky (Van, Armenia, 15 de abril de 1904-Sherman, Estados Unidos, 21 de julio de 1948) fue un pintor armenio naturalizado estadounidense y exponente del arte abstracto.

## Biografía

### Infancia y juventud

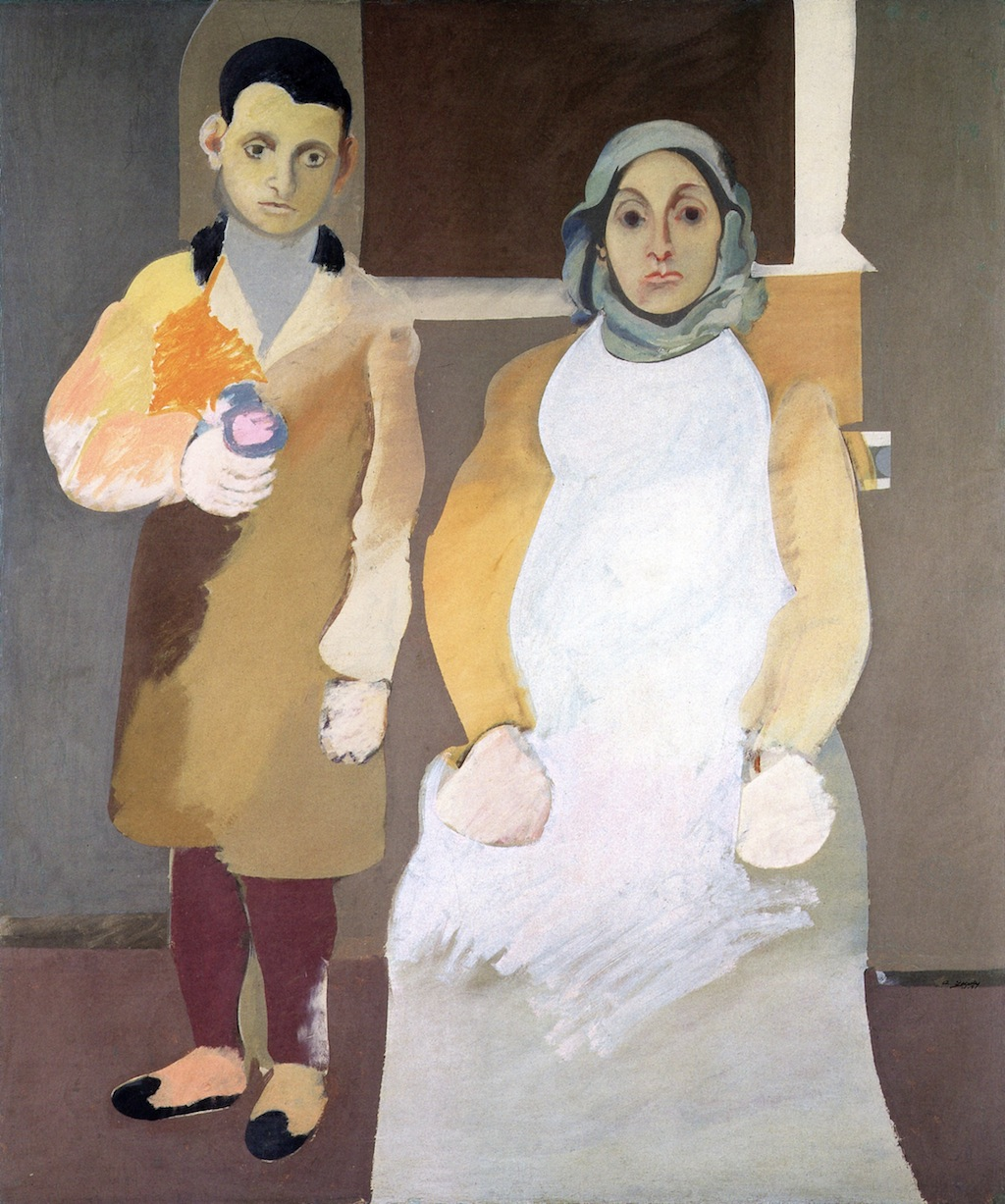
Arshile Gorky El artista y su madres (c. 1926–1936), Whitney Museum of American Art, New York City.

Gorky nació en la Armenia Otomana en el pueblo de Khorkom, cerca de la ciudad armenia de Van, hoy en Turquía. No se conoce la fecha exacta de su nacimiento, debido a que los registros oficiales de nacimiento fueron destruidos durante el genocidio armenio, pero se cree que sobre el 15 de abril de 1904. (Años después Gorky se mostraba impreciso sobre la fecha de su nacimiento, y la cambiaba cada año). Su padre era Setrag Adoian, un hombre que había enviudado, con dos hijos de su primer matrimonio, y que volvió a contraer matrimonio con Shushan, la madre de Gorky, quien a su vez también había enviudado de su primer esposo debido a las masacres de 1896.
En 1910, su padre emigró a los Estados Unidos para evitar ser reclutado por el ejército, dejando a su familia en Van. Gorky abandonó Van en 1915, huyendo del genocidio armenio y escapó con su madre y sus tres hermanas a territorio controlado por Rusia. En las secuelas del genocidio, la madre de Gorky falleció de inanición en Ereván en 1919. Gorky viajó a los Estados Unidos y se reunió con su padre en 1920, pero nunca tuvieron mucha relación. Ese mismo año se inscribió en la escuela Old Beacon Street School en Providence, pero su falta de conocimiento del inglés y su edad lo aislaron de sus compañeros. Asimismo, Gorky tuvo mucha dificultad para adaptarse al estilo de vida estadounidense, lo cual le causó varios conflictos con su padre, razón por la cual decidió ir a vivir con su hermana mayor Akabi, en la ciudad de Watertown.
A los 31 años Gorky contrajo matrimonio. Se cambió el nombre de Vostanik Manoog Adoyan a Arshile Gorky, y durante el proceso de reinvención de su identidad llegó a decir que estaba emparentado con el escritor ruso Máximo Gorki.

### Carrera artística
En 1922, Gorky se inscribió en el instituto de arte New School of Design, ubicado en Boston, y finalmente logró convertirse en profesor a medio tiempo. Entre sus alumnos hubo artistas como Mark Rothko. A principios de 1920 fue influenciado por el impresionismo, a pesar de que años más tarde produjo obras que estaban bajo la categoría del postimpresionismo. Durante esta época residía en Nueva York y fue influenciado por el artista Paul Cézanne. En 1927, Gorky conoció a Ethel Schwabacher y entre ambos nació la que sería una larga amistad. Schwabacher se convirtió en su primera biógrafa. 
Algunas pinturas destacadas de este periodo incluyen Paisaje al estilo de Cézanne (1927) y Paisaje, Staten Island (1927-1928). A finales de la década de 1920 y principios de la siguiente, experimentó con el cubismo influido por Pablo Picasso, y finalmente adoptó el surrealismo en su obra. Las obras, Noche, Enigma y Nostalgia (1930-1934) son características de esta fase de transición en su pintura.

### Últimos años
Los últimos años de Gorky estuvieron llenos de dolor y desengaños. Su estudio se incendió y le realizaron una colostomía a consecuencia de un cáncer. Además fue víctima de un accidente automovilístico en el que se fracturó el cuello y el brazo con el que pintaba quedó temporalmente paralizado. Entre otras cosas, su esposa lo abandonó después de haber estado casados por siete años y se llevó a sus hijos. Finalmente, Gorky se ahorcó en Sherman, Connecticut, en 1948, cuando contaba 44 años de edad. Fue enterrado en el cementerio North Cemetery, en esta misma localidad.

## Gorky en la ficción
Como superviviente del Genocidio armenio, Gorky aparece en la película de Atom Egoyan, Ararat.